# Dąb Biskup
Dąb Biskup – dąb szypułkowy, pomnik przyrody rosnący w pobliżu wsi Chańcza w województwie świętokrzyskim.
Dąb ma 25 metrów wysokości, jego wiek szacowany jest na ok. 300 lat.